# Wesley Chapel
Wesley Chapel è un CDP degli Stati Uniti d'America, situato nello Stato della Florida, nella contea di Pasco.